# Лайма Зілпоріте
Лайма Зілпоріте (5 квітня 1967) — литовська велогонщиця.
Бронзова призерка Олімпійських Ігор 1988 року в груповій шосейній гонці, учасниця 1992 року.
Чемпіонка світу з велоперегонів на шосе 1989 року в роздільній командній гонці, срібна призерка 1988 року в роздільній командній гонці.